# 1889 na literatura

## Eventos
- 8 de Julho - Primeira edição do jornal americano Wall Street Journal

## Nascimentos
| Data            | Nome                           | Profissão | Nacionalidade                              | Observações | Ref   |
| --------------- | ------------------------------ | --- | ------------------------------------------ | ----------- | ----- |
| 18 de fevereiro | Roberto Simonsen               | engenheiro, diplomata, sociólogo, cientista político, historiador, economista, professor, industrial, administrador, empresário, escritor e político | Brasil                                     | m. 1948     |       |
| 7 de abril      | Gabriela Mistral               | poetisa, educadora, diplomata e feminista | Chile                                      | m. 1957     |       |
| 11 de maio      | Augusto Casimiro               | político, poeta, jornalista, comentarista político e opositor ao regime político                                                                     | Reino Unido de Portugal, Brasil e Algarves | m. 1967     | [ 1 ] |
| 5 de julho      | Jean Cocteau                   | poeta, romancista, cineasta, designer, dramaturgo, actor, e encenador de teatro                                                                      | França                                     | m. 1963     |       |
| 20 de agosto    | Cora Coralina                  | poetisa | Brasil                                     | m. 1985     |       |
| 7 de setembro   | Otávio Tarquínio de Sousa      | advogado, jornalista e escritor | Brasil                                     | m. 1959     |       |
| 24 de setembro  | Antônio Geremário Teles Dantas | político, jornalista, advogado e escritor | Brasil                                     | m. 1935     |       |
| 19 de outubro   | Fannie Hurst                   | escritora | Estados Unidos                             | m. 1968     |       |

## Mortes
| Data        | Nome                        | Profissão                                              | Nacionalidade                              | Observações | Ref |
| ----------- | --------------------------- | ------------------------------------------------------ | ------------------------------------------ | ----------- | --- |
| 9 de março  | António de Oliveira Marreca | economista, jornalista, escritor, professor e político | Portugal                                   | n. 1805     |     |
| 29 de março | Teófilo Dias                | político e poeta                                       | Brasil                                     | n. 1854     |     |
| 14 de maio  | Eduardo Coelho              | tipógrafo, escritor e jornalista                       | Reino Unido de Portugal, Brasil e Algarves | n. 1835     |     |
| 28 de maio  | Francisco Otaviano          | advogado, jornalista, diplomata, político e poeta      | Brasil                                     | n. 1825     |     |
| 8 de junho  | Gerard Manley Hopkins       | poeta                                                  | Inglaterra                                 | n. 1844     |     |
| 15 de junho | Mihai Eminescu              | escritor e poeta                                       | Roménia                                    | n. 1850     |     |
| 26 de julho | Tobias Barreto              | escritor                                               | Brasil                                     | n. 1839     |     |